# Hittarps IK
Hittarp/Hitterup Idrætsklub (HIK), er en af de største fodboldklubber i Helsingborg , som i 1980'erne konkurrerede med Helsingborg IF, om epitet nr. 1 i byen. I 1987 sejrede man over storebroderen med 3-1 på Olympia.  
Hjemmebane er Laröd/Larød Idrætsplads.
Spillerdragten er hvide bluser med røde kraver og manchetter, og kendetegnet har ikke mindst været de sorte knælange Bermuda-shorts, der adskiller sig meget fra andre fodboldhold.